# Jovan Lukić
Jovan Lukić (in serbo Јован Лукић?; Valjevo, 20 gennaio 2002) è un calciatore serbo, centrocampista del Philadelphia Union.

## Carriera

### Club
Cresciuto nel settore giovanile del Čukarički, debutta in prima squadra il 6 giugno 2020 in occasione dell'incontro di Superliga perso 1-0 contro l'Inđija.

### Nazionale
Ha giocato nelle nazionali giovanili serbe Under-18, Under-19, Under-20 ed Under-21.

## Statistiche
Statistiche aggiornate al 2 novembre 2021.

### Presenze e reti nei club
| Stagione        | Squadra         | Campionato      | Campionato | Campionato | Coppe nazionali | Coppe nazionali | Coppe nazionali | Coppe continentali | Coppe continentali | Coppe continentali | Altre coppe | Altre coppe | Altre coppe | Totale | Totale | Totale |
| Stagione        | Squadra         | Comp            | Pres       | Reti       | Comp            | Pres            | Reti            | Comp               | Pres               | Reti               | Comp        | Pres        | Reti        | Pres   | Reti   |        |
| --------------- | --------------- | --------------- | ---------- | ---------- | --------------- | --------------- | --------------- | ------------------ | ------------------ | ------------------ | ----------- | ----------- | ----------- | ------ | ------ | ------ |
| 2019-2020       | Čukarički       | SL              | 2          | 0          | CS              | 0               | 0               |                    | -                  | -                  |             | -           | -           | 2      | 0      |        |
| 2020-2021       | Čukarički       | SL              | 21         | 1          | CS              | 1               | 0               |                    | -                  | -                  |             | -           | -           | 22     | 1      |        |
| 2021-2022       | Čukarički       | SL              | 14         | 1          | CS              | 1               | 0               | UECL               | 2                  | 0                  |             | -           | -           | 17     | 1      |        |
| Totale carriera | Totale carriera | Totale carriera | 37         | 2          |                 | 2               | 0               |                    | 2                  | 0                  |             | -           | -           | 41     | 2      |        |